# Теорема Ремзі

Двоколірний повний граф потужності 5, без монохроматичного повного підграфа потужності 3

Теорема Ремзі — теорема, винайдена англійським математиком Френком Ремзі, стосується комбінаторики, теорії графів та теорії множин.

## Для двоколірного графа
Для довільних натуральних чисел {\displaystyle \ r,s} існує натуральне число {\displaystyle \ R(r,s)}, таке що в повному графі з R(r, s) вершин, ребра якого розфарбовані в два кольори, знайдеться
- або повний підграф розміру {\displaystyle \ r} першого кольору,
- або повний підграф розміру {\displaystyle \ s} другого кольору.

Теорема узагальнюється на довільну кількість кольорів та на гіперграфи.

## Для гіперграфа
m-гіперграфом є гіперграф, ребра якого є набором із m вершин.
Для натуральних чисел {\displaystyle \ m,c,n_{1},\ldots ,n_{c}}, існує натуральне число {\displaystyle \ R(n_{1},\ldots ,n_{c};m)} таке, що повний m-гіперграф порядку R, ребра якого розфарбовані в c різних кольорів, в якому для деякого числа i від 1 до c, існує повний під-m-гіперграф порядку {\displaystyle \ n_{i}} кольору i.

## Теоретико-множинне формулювання
Якщо X зліченна множина і всі множини X(n) (підмножини X потужності n) розфарбовані в c різних кольорів. Тоді існує нескінченна підмножина M в X, така що всі підмножини M потужності n мають однаковий колір.